# Liste des monuments historiques de Beaucaire
Ce tableau présente la liste de tous les monuments historiques classés ou inscrits dans la ville de Beaucaire, Gard, en France.

## Liste
| Monument                                                                                     | Adresse                                                   | Coordonnées                      | Notice         | Protection | Date      | Illustration                                                                                 |
| -------------------------------------------------------------------------------------------- | --------------------------------------------------------- | -------------------------------- | -------------- | ---------- | --------- | -------------------------------------------------------------------------------------------- |
| Borne milliaire du clos des Mélettes                                                         | Clos des Mélettes                                         | 43° 48′ 58″ nord, 4° 35′ 57″ est | « PA00102975 » | Classé     | 1965      | Image manquante Téléverser                                                                   |
| Chapelle Saint-Joseph du Mas Saint-Joseph                                                    | Mas Saint-Joseph                                          | 43° 45′ 18″ nord, 4° 33′ 57″ est | « PA00102976 » | Inscrit    | 1946      | Image manquante Téléverser                                                                   |
| Chapelle Saint-Louis dans l'enceinte du château                                              | Mont Saint-Louis                                          | 43° 48′ 35″ nord, 4° 38′ 43″ est | « PA00102977 » | Classé     | 1846      | Chapelle Saint-Louisdans l'enceinte du château                                               |
| Chapelle Saint-Pierre                                                                        | 17 impasse du Doyenné                                     | 43° 48′ 29″ nord, 4° 38′ 36″ est | « PA00102978 » | Classé     | 1973      | Image manquante Téléverser                                                                   |
| Portail de la chapelle Saint-Pierre-de-Rives                                                 | 6 Rue Mirabeau                                            | 43° 48′ 27″ nord, 4° 38′ 50″ est | « PA00102979 » | Inscrit    | 1946      | Portail de la chapelle Saint-Pierre-de-Rives                                                 |
| Château de Beaucaire                                                                         | Mont Saint-Louis                                          | 43° 48′ 37″ nord, 4° 38′ 40″ est | « PA00102980 » | Classé     | 1875      | Château de Beaucaire                                                                         |
| Vestiges de l'ancien cloître des Bénédictins à côté de la collégiale Notre-Dame-des-Pommiers | Impasse du Doyenné                                        | 43° 48′ 29″ nord, 4° 38′ 37″ est | « PA00102981 » | Inscrit    | 1937      | Vestiges de l'ancien cloître des Bénédictins à côté de la collégiale Notre-Dame-des-Pommiers |
| Colonnes de César                                                                            | Clos des Mélettes En bordure du C.R. des Peires Plantades | 43° 48′ 58″ nord, 4° 35′ 57″ est | « PA00102974 » | Classé     | 1963      | Colonnes de César                                                                            |
| Portail de l'ancien couvent des Cordeliers                                                   | 24 rue Eugène Vigne                                       | 43° 48′ 23″ nord, 4° 38′ 44″ est | « PA00102990 » | Classé     | 2006      | Portail de l'ancien couvent des Cordeliers                                                   |
| Croix couverte de Beaucaire                                                                  | 45 chemin de Beauvoir                                     | 43° 48′ 06″ nord, 4° 38′ 00″ est | « PA00102982 » | Classé     | 1906      | Croix couverte de Beaucaire                                                                  |
| Collégiale Notre-Dame-des-Pommiers                                                           | Place Olivier Lombard                                     | 43° 48′ 30″ nord, 4° 38′ 36″ est | « PA00102983 » | Classé     | 1942      | Collégiale Notre-Dame-des-Pommiers                                                           |
| Église Saint Paul                                                                            | 16 rue Eugène Vigne 12 impasse St Paul                    | 43° 48′ 23″ nord, 4° 38′ 42″ est | « PA00102984 » | Classé     | 2005      | Église Saint Paul                                                                            |
| Hôtel particulier                                                                            | 7 Rue de l'Hôtel-de-Ville                                 | 43° 48′ 25″ nord, 4° 38′ 39″ est | « PA00102985 » | Inscrit    | 1946      | Hôtel particulier                                                                            |
| Hôtel de Linage                                                                              | 2 rue Baudin & 2 rue du Rhône                             | 43° 48′ 24″ nord, 4° 38′ 51″ est | « PA30000060 » | Inscrit    | 2005      | Hôtel de Linage                                                                              |
| Hôtel de Margallier dit Maison des Cariatides                                                | 23 rue de la République                                   | 43° 48′ 30″ nord, 4° 38′ 42″ est | « PA00103003 » | Inscrit    | 1926      | Hôtel de Margallier dit Maison des Cariatides                                                |
| Hôtel de ville de Beaucaire                                                                  | Place Georges Clemenceau                                  | 43° 48′ 26″ nord, 4° 38′ 39″ est | « PA00102986 » | Classé     | 1925      | Hôtel de ville de Beaucaire                                                                  |
| Hôtel de Roys de Lédignan                                                                    | 28 rue Barbès                                             | 43° 48′ 25″ nord, 4° 38′ 46″ est | « PA00102987 » | Inscrit    | 1946      | Hôtel de Roys de Lédignan                                                                    |
| Immeuble                                                                                     | 22, rue des Bijoutiers 41 rue Barbès                      | 43° 48′ 28″ nord, 4° 38′ 46″ est | « PA00102988 » | Inscrit    | 1946      | Immeuble                                                                                     |
| Niche (avec autrefois une statue de saint Marc, aujourd'hui disparue)                        | 21, rue du Château                                        | 43° 48′ 30″ nord, 4° 38′ 33″ est | « PA00102989 » | Inscrit    | 1946      | Niche (avec autrefois une statue de saint Marc, aujourd'hui disparue)                        |
| Portail surmonté d'un balcon en fer forgé                                                    | 32bis rue Eugène Vigne                                    | 43° 48′ 23″ nord, 4° 38′ 46″ est | « PA00102991 » | Inscrit    | 1946      | Portail surmonté d'un balcon en fer forgé                                                    |
| Immeuble, angle rues Eugène Vigne & Barbès                                                   | 18A rue Barbès                                            | 43° 48′ 24″ nord, 4° 38′ 47″ est | « PA00102992 » | Inscrit    | 1946      | Immeuble, angle rues Eugène Vigne & Barbès                                                   |
| Immeuble                                                                                     | 10, rue Mirabeau                                          | 43° 48′ 27″ nord, 4° 38′ 50″ est | « PA00102993 » | Inscrit    | 1946      | Immeuble                                                                                     |
| Niche d'angle soutenue par un groupe sculpté                                                 | 16, rue Ledru-Rollin rue du Jeu-de-Paume                  | 43° 48′ 27″ nord, 4° 38′ 34″ est | « PA00102994 » | Inscrit    | 1949      | Niche d'angle soutenue par un groupe sculpté                                                 |
| Immeuble                                                                                     | N°1 place de la République                                | 43° 48′ 29″ nord, 4° 38′ 46″ est | « PA00102995 » | Inscrit    | 1946      | Immeuble                                                                                     |
| Immeuble                                                                                     | N°2 place de la République                                | 43° 48′ 29″ nord, 4° 38′ 46″ est | « PA00102996 » | Inscrit    | 1946      | Immeuble                                                                                     |
| Immeuble                                                                                     | 3, place de la République                                 | 43° 48′ 30″ nord, 4° 38′ 46″ est | « PA00102997 » | Inscrit    | 1946      | Immeuble                                                                                     |
| Immeuble                                                                                     | 4 rue de la République                                    | 43° 48′ 32″ nord, 4° 38′ 35″ est | « PA00102998 » | Inscrit    | 1946      | Image manquante Téléverser                                                                   |
| Immeuble                                                                                     | 8 rue de la République                                    | 43° 48′ 32″ nord, 4° 38′ 36″ est | « PA00102999 » | Inscrit    | 1946      | Immeuble                                                                                     |
| Hôtel de Clausonnette                                                                        | 21, rue de la République                                  | 43° 48′ 30″ nord, 4° 38′ 41″ est | « PA00103000 » | Inscrit    | 1946      | Hôtel de Clausonnette                                                                        |
| Immeuble                                                                                     | Rue Victor Hugo Rue Diderot                               | 43° 48′ 30″ nord, 4° 38′ 47″ est | « PA00103001 » | Inscrit    | 1946      | Immeuble                                                                                     |
| Maison                                                                                       | 7, rue des Bijoutiers                                     | 43° 48′ 28″ nord, 4° 38′ 44″ est | « PA00103004 » | Inscrit    | 1946      | Maison                                                                                       |
| Maison                                                                                       | 11 rue des Bijoutiers                                     | 43° 48′ 28″ nord, 4° 38′ 45″ est | « PA00103005 » | Inscrit    | 1946      | Maison                                                                                       |
| Maison                                                                                       | 13 rue des Bijoutiers                                     | 43° 48′ 28″ nord, 4° 38′ 45″ est | « PA00103006 » | Inscrit    | 1946      | Maison                                                                                       |
| Maison                                                                                       | 15, rue des Bijoutiers                                    | 43° 48′ 28″ nord, 4° 38′ 46″ est | « PA00103007 » | Inscrit    | 1946      | Maison                                                                                       |
| Maison                                                                                       | 17 rue des Bijoutiers                                     | 43° 48′ 28″ nord, 4° 38′ 46″ est | « PA00103008 » | Inscrit    | 1946      | Maison                                                                                       |
| Maison                                                                                       | 19, rue des Bijoutiers                                    | 43° 48′ 29″ nord, 4° 38′ 47″ est | « PA00103009 » | Inscrit    | 1946      | Maison                                                                                       |
| Fenêtre à meneau du XVe siècle                                                               | 17, rue Émile-Jamais                                      | 43° 48′ 29″ nord, 4° 38′ 25″ est | « PA00103010 » | Inscrit    | 1946      | Fenêtre à meneau du XVe siècle                                                               |
| Hôtel Fermineau                                                                              | Place Georges-Clemenceau                                  | 43° 48′ 25″ nord, 4° 38′ 37″ est | « PA00103011 » | Inscrit    | 1935 1942 | Hôtel Fermineau                                                                              |
| Tour-escalier intérieure                                                                     | 11, rue Jean-Jacques-Rousseau                             | 43° 48′ 28″ nord, 4° 38′ 27″ est | « PA00103012 » | Inscrit    | 1946      | Image manquante Téléverser                                                                   |
| Bas-relief Renaissance                                                                       | 13 rue Jean-Jacques Rousseau                              | 43° 48′ 28″ nord, 4° 38′ 27″ est | « PA00103013 » | Inscrit    | 1946      | Image manquante Téléverser                                                                   |
| Façades Renaissance (2)                                                                      | 73 rue Nationale                                          | 43° 48′ 27″ nord, 4° 38′ 31″ est | « PA00103014 » | Inscrit    | 1926      | Façades Renaissance (2)                                                                      |
| Escalier sur cour intérieure                                                                 | 18, rue de la République                                  | 43° 48′ 31″ nord, 4° 38′ 39″ est | « PA00103015 » | Inscrit    | 1946      | Escalier sur cour intérieure                                                                 |
| Hôtel particulier dit « Maison Aimery »                                                      | 31, rue de la République                                  | 43° 48′ 30″ nord, 4° 38′ 43″ est | « PA00103016 » | Inscrit    | 1946      | Hôtel particulier dit « Maison Aimery »                                                      |
| Œil-de-bœuf architecturé                                                                     | 9 rue Roquecourbe                                         | 43° 48′ 31″ nord, 4° 38′ 45″ est | « PA00103017 » | Inscrit    | 1946      | Œil-de-bœuf architecturé                                                                     |
| Immeuble dit « Maison Gothique »                                                             | 8 rue Victor Hugo                                         | 43° 48′ 30″ nord, 4° 38′ 46″ est | « PA00103002 » | Classé     | 1999      | Immeuble dit « Maison Gothique »                                                             |
| Monument aux morts                                                                           |                                                           | 43° 48′ 30″ nord, 4° 37′ 55″ est | « PA30000129 » | inscrit    | 2018      | Image manquante Téléverser                                                                   |
| Tour-escalier du Musée                                                                       | 27, rue Barbès                                            | 43° 48′ 25″ nord, 4° 38′ 46″ est | « PA00103019 » | Inscrit    | 1935      | Tour-escalier du Musée                                                                       |
| Niche d'angle avec statue de la Vierge                                                       | 24, rue des Bijoutiers 42 rue Barbès                      | 43° 48′ 28″ nord, 4° 38′ 46″ est | « PA00103020 » | Inscrit    | 1946      | Niche d'angle avec statue de la Vierge                                                       |
| Niche d'angle avec statue de saint Jean-Baptiste                                             | Place de la République Rue des Trois Pigeons              | 43° 48′ 30″ nord, 4° 38′ 46″ est | « PA00103021 » | Inscrit    | 1946      | Niche d'angle avec statue de saint Jean-Baptiste                                             |
| Porte Roquecourbe                                                                            | 6, rue du Champ-de-Foire                                  | 43° 48′ 35″ nord, 4° 38′ 46″ est | « PA00103022 » | Inscrit    | 1945      | Porte Roquecourbe                                                                            |
| Site Archeologique Saint-Roman-Aiguille                                                      |                                                           | 43° 50′ 07″ nord, 4° 36′ 41″ est | « PA00103018 » | Classé     | 1990      | Site Archeologique Saint-Roman-Aiguille                                                      |
| Voie Domitienne                                                                              | Les Carrières                                             | 43° 48′ 59″ nord, 4° 35′ 46″ est | « PA00103023 » | Inscrit    | 1984 1987 | Image manquante Téléverser                                                                   |